# Smeringurus vachoni
Espèce
Synonymes
- Paruroctonus vachoni Stahnke, 1961
- Paruroctonus immanis Soleglad, 1972
- Smeringurus vachoni immanis (Soleglad, 1972)

Smeringurus vachoni est une espèce de scorpions de la famille des Vaejovidae.

## Distribution
Cette espèce est endémique des États-Unis. Elle se rencontre en Californie dans les comtés de San Bernardino, d'Inyo, de Riverside et d'Imperial, au Nevada dans le comté de Clark et en Arizona dans les comtés de Mohave, de La Paz et de Yuma.

## Description
La femelle holotype mesure 71,1 mm et le mâle paratype 85,5 mm.

## Systématique et taxinomie
Cette espèce a été décrite sous le protonyme Paruroctonus vachoni par Stahnke en 1961. Elle est placée dans le genre Smeringurus par Stockwell en 1992.
Paruroctonus immanis, considérée comme une sous-espèce par Haradon en 1983, a été placée en synonymie par Graham, Wood, Henault, Valois et Cushing en 2017.

## Étymologie
Cette espèce est nommée en l'honneur de Max Vachon.

## Publication originale
- Stahnke, 1961 : « A new species of scorpion of the Vejovidae, Paruroctonus vachoni. » Entomological News, vol. 72, no 8, p. 206-212 (texte intégral).